# Шайбу! Шайбу! (мультфильм)
«Ша́йбу! Ша́йбу!!» — советский рисованный мультипликационный фильм режиссёра-мультипликатора Бориса Дёжкина.

## Сюжет
Хоккейный матч между командами «Метеор» и «Вымпел» — зазнавшимися «мастерами» и дружной командой новичков. Первый период прошёл с предсказуемым разгромным счетом 3:0 в пользу «Метеора». Во время перерыва тренер команды «Вымпел», разъяснив новую тактику, настраивает подопечных на победу. Второй период приводит к перелому в игре. Но счёт по-прежнему в пользу «Метеора» — 4:2.
В третьем периоде один из хоккеистов «Вымпела» получил серьёзную травму и оказался неспособным продолжать игру, что казалось бы, поставило под угрозу продолжение матча. На помощь «Вымпелу» приходит главный герой — безымянный рыжеволосый хоккеист-любитель. Несмотря на то, что сразу выйдя на лёд, он в порыве радости делает автогол, именно с его помощью команда побеждает со счётом 6:5.

## Создатели
| авторы сценария           | Александр Кумма, Сакко Рунге,                                                              |
| при участии               | Бориса Дёжкина                                                                             |
| режиссёр                  | Борис Дёжкин                                                                               |
| композитор                | Александр Варламов                                                                         |
| художники-постановщики    | Светозар Русаков, Борис Дёжкин                                                             |
| художники-мультипликаторы | Вадим Долгих, Виктор Арсентьев, Виолетта Карп, Анатолий Солин, Сергей Дёжкин, Борис Дёжкин |
| оператор                  | Елена Петрова                                                                              |
| звукооператор             | Борис Фильчиков                                                                            |
| монтажёр                  | Нина Майорова                                                                              |

## Отзывы и критика
По мнению кинокритика и историка анимации Павла Шведова, Борис Дёжкин был лучшим в воплощении темы спорта в советской мультипликации. Шведов считает, что Борису Дёжкину удаётся передать драматургию спортивных соревнований, экспрессию поединка, эмоции спортсменов и публики, чему способствуют музыкальное сопровождение и звук, записанный на настоящем хоккейном матче. В то же время такая жёсткая, силовая игра, как хоккей, в мультфильме «Шайбу! Шайбу!» предстаёт в совершенно ином — «добром» образе. «Зритель может не любить хоккей, но оставаться в стороне от происходящего на экране автор ему не позволяет», — заключает критик.
Киновед Сергей Капков, отдавая дань техническому и ритмическому совершенству картины, назвал мультфильм «Шайбу! Шайбу!» лучшим в ряду работ Бориса Дёжкина на спортивную тему.

## Признание

### Награды
- 1966 — Вторая премия в категории мультипликационных фильмов — II Всесоюзный кинофестиваль в Киеве.
- 1966 — Золотая медаль и диплом за лучший мультипликационный фильм на спортивную тему на I ВКФ спортивных фильмов в Москве.
- 1967 — Кубок Ассоциации кинопромышленников Италии на XXIII МФ спортивных фильмов в Кортина-д’Ампеццо (Италия).

### Выставка
В 2014 году в малом выставочном зале дворца «Измайлово» по инициативе Московского государственного объединённого художественного историко-архитектурного и природно-ландшафтного музея-заповедника прошла выставка «Шайбу! Шайбу!», посвященная 50-летию мультфильма и приуроченная к 100-летнему юбилею Бориса Петровича Дёжкина.
Экспонаты для выставки были предоставлены фондом анимации Государственного центрального музея кино.